# Здание Эстляндского рыцарства
Зда́ние Эстля́ндского ры́царства (эст. Eestimaa rüütelkonna hoone; нем. Haus der Estländischen Ritterschaft) — старинное здание, памятник архитектуры в Таллине, в Вышгороде, площадь Кирику, д. 1. Официальное название с 2024 года — Представительское здание Эстонии (эст. Eesti esindushoone
).

## История
До 1920-х годов дом был местом общественных собраний, главным образом, немецкой дворянской аристократии — эстляндского рыцарства.
Строения на этом месте принадлежали рыцарскому собранию с 1652 года, первые две постройки погибли при пожаре. Современное здание, четвёртое по счёту, было построено в 1845—1848 по проекту архитектора Георга Винтергальтера (1822—1894) в стиле неоренессанс. Это было одно из первых строений в этом стиле в городе. К настоящему времени здание в значительной мере сохранило свои интерьеры.
После образования независимой Эстонии здание было национализировано, в 1920—1940 годы в нём размещалось Министерство иностранных дел.
В годы Советской власти, с 1948 по 1992 год, здание занимала Национальная библиотека Эстонии.
В 1993 году в здании разместили экспонаты художественного музея Кадриорг в связи с ремонтом музея, в 2000 году предметы искусства были возвращены в прежние помещения и во вновь отстроенный Музей Куму.
С 2009 по 2016 год в здании размещался факультет изобразительных искусств Эстонской академии художеств.